# Rantau Bais
Rantau Bais is een bestuurslaag in het regentschap Rokan Hilir van de provincie Riau, Indonesië. Rantau Bais telt 2826 inwoners (volkstelling 2010).